# پورتو پرنس
پورتو پرنس پایتخت کشور هائیتی است.
با گذشت سال‌ها پس از زمین‌لرزه در هائیتی، وضعیت بهداشتی در پورتوپرنس همچنان فاجعه‌بار است. احتمال ابتلا به بیماری‌های واگیردار در این شهر از همه شهرهای دیگر دنیا بالاتر است. و این یکی از دلایل عمده‌ای است که باعث شد پورتو پرنس در سال ۲۰۱۲ در میان بدترین شهرهای جهان برای زندگی قرار بگیرد و رتبه ۲۱۸ را در فهرست شهرهای قابل زندگی داشته‌باشد.

## زمین‌لرزه سال ۲۰۱۰

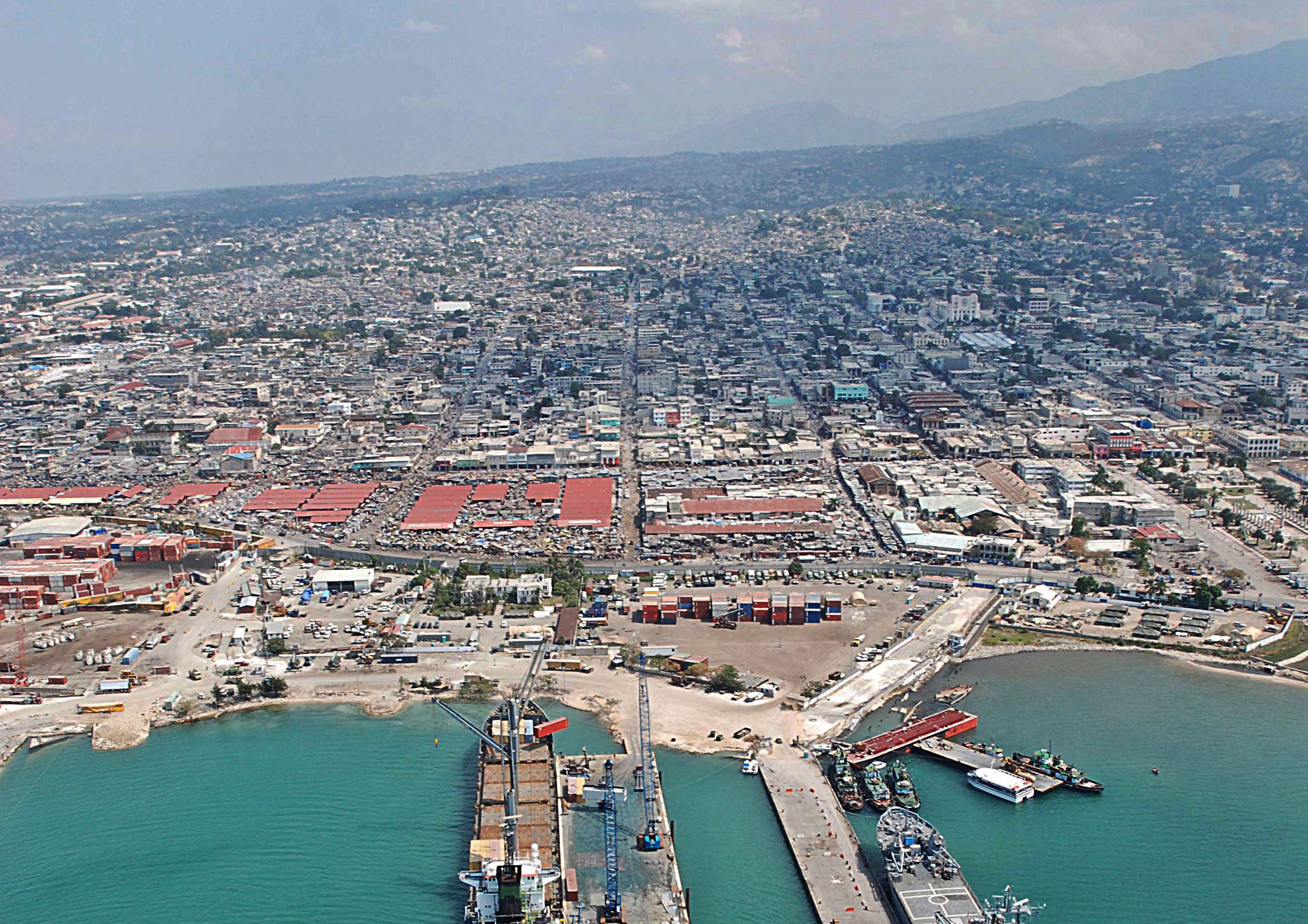
نمایی از پورتو پرنس پایتخت کشور هائیتی

زمین‌لرزهای در تاریخ ۱۲ ژانویه ۲۰۱۰ (در ساعت ۱۶:۵۳:۰۹ به وقت محلی) با قدرت هفت ریشتر بود که کانون آن در ۱۵ کیلومتری جنوب پورت او پرنس، واقع شده بود، و خسارات بسیاری را به این شهر وارد کرد.
این زمین‌لرزه که کشور هائیتی را لرزاند و در جمهوری دومینیکن نیز احساس شد، بدترین زلزله هائیتی طی دو سدهٔ اخیرش بود.

## پانویس

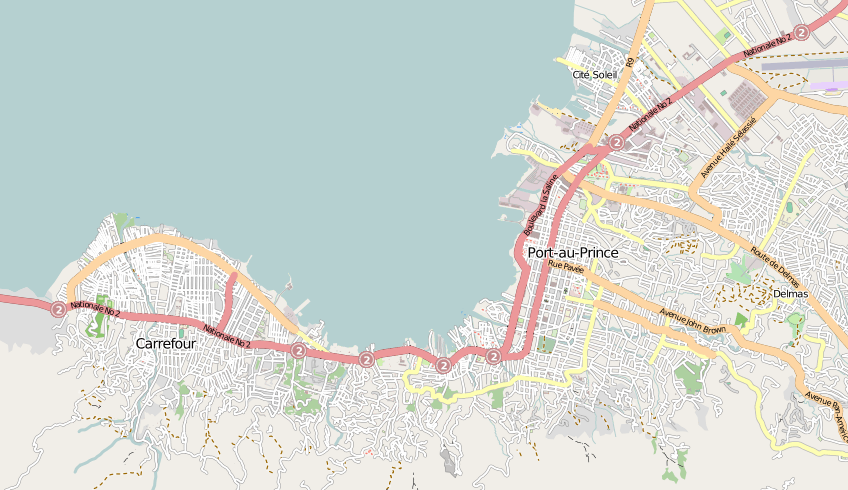